# Robert Kretzschmar (Archivar)
Robert Kretzschmar (* 31. Oktober 1952 in Frankfurt am Main) ist ein deutscher Archivar und Historiker.
Kretzschmar wurde nach dem Studium der Geschichte und Anglistik an den Universitäten Tübingen und Innsbruck 1983 mit einer Arbeit in mittelalterlicher Geschichte promoviert. Nach Tätigkeiten im Staatsarchiv Sigmaringen und Staatsarchiv Ludwigsburg ging er 1993 an die damalige Landesarchivdirektion nach Stuttgart. Von 1998 bis 2006 leitete er das Hauptstaatsarchiv Stuttgart, 2006 bis 2018 war er als Nachfolger von Wilfried Schöntag Präsident des Landesarchivs Baden-Württemberg.
Er war von 2005 bis 2009 Vorsitzender des Verbandes deutscher Archivare.

## Veröffentlichungen (Auswahl)
- Alger von Lüttichs Traktat „De misericordia et iustitia“. Ein kanonistischer Konkordanzversuch aus der Zeit des Investiturstreits. Thorbecke, Sigmaringen 1985 (zugleich: Dissertation, Univ. Tübingen 1983), ISBN 3-7995-6051-3.
- Fürstlich-Thurn-und-Taxissches Archiv Obermarchtal, Grafschaft Friedberg-Scheer. Urkundenregesten 1304–1802. Kohlhammer, Stuttgart 1993.
- Spuren menschlichen Wollens, Handelns und Erleidens. Katalog zur ständigen Ausstellung des Hauptstaatsarchivs Stuttgart, Stuttgart 2005, ISBN 3-00-014269-X.
- Hrsg. mit Rainer Hering: Zeitgeschichte, Archive und Geheimschutz. Beiträge einer Sektion auf dem 49. Deutschen Historikertag 2012 in Mainz, Kohlhammer, Stuttgart 2013.